# Allmersbach im Tal

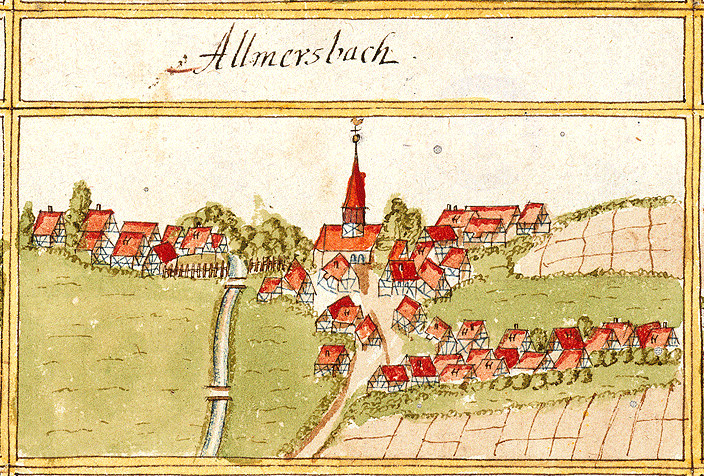
Allmersbach im Tal mit der Dorfkirche St. Anna (Ansicht von 1686 im Forstlagerbuch von Andreas Kieser)

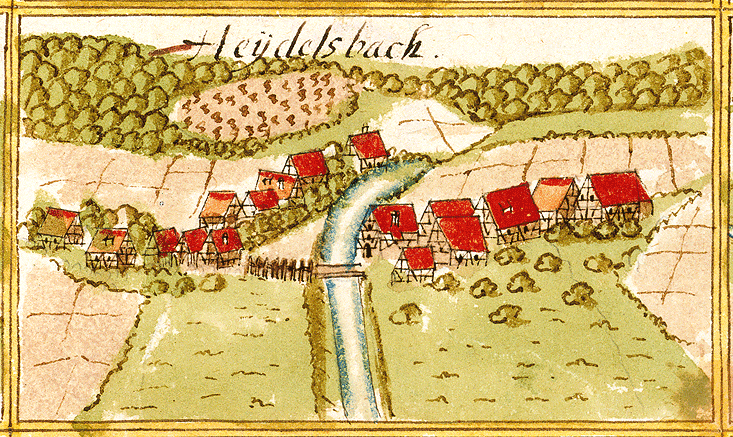
Heutensbach (Heydelsbach) mit dem gleichnamigen Bach

Allmersbach im Tal ist eine Gemeinde im Rems-Murr-Kreis in Baden-Württemberg. Sie gehört zur Region Stuttgart (bis 1992 Region Mittlerer Neckar) und zur Randzone der europäischen Metropolregion Stuttgart.

## Geographie

### Geographische Lage
Allmersbach im Tal liegt östlich von Stuttgart am Rand des Schwäbischen Waldes in der Backnanger Bucht in 285 bis 315 m ü. NN Höhe.

### Gemeindegliederung
Die Gemeinde Allmersbach im Tal besteht aus den beiden Dörfern Allmersbach im Tal und Heutensbach. Auf der Gemarkung von Allmersbach im Tal liegen die Wüstungen Unterer, Mittlerer und Oberer Hof sowie Vogtsweiler.

### Flächenaufteilung
Nach Daten des Statistischen Landesamtes, Stand 2014.

## Geschichte

### Urgeschichte
Die Gegend von Allmersbach im Tal wurde wahrscheinlich schon in der Steinzeit besiedelt: 1978 fand der Allmersbacher Karl Hofbauer bei Bauarbeiten an seinem Wohnhaus eine etwa 7000 Jahre alte Steinhacke.

### Mittelalter
Erstmals urkundlich erwähnt wurde Allmersbach 1291 als Albolspach im Zusammenhang mit einer Schenkung einiger Güter der Gräfin Richinza von Löwenstein an die Deutschordenskommende Winnenden. Infolge dieser Schenkung kam die Ortsherrschaft an das Dominikanerinnenkloster Weiler bei Esslingen. Im 16. Jahrhundert ging die Ortsherrschaft durch die Reformation an Württemberg über.
Sowohl Heutensbach (Hittinspach) als auch Vogtsweiler (Vautswyler) wurden 1245 in einer Urkunde erstmals erwähnt. In dieser Urkunde bestätigte Papst Innozenz IV. dem Stift Backnang Besitztümer in Heutensbach und Vogtsweiler. 1459 erließ Graf Ulrich V. dem Ort Vogtsweiler Zinsen. 1528 wird Vogtsweiler in einem Lagerbuch als wüst bezeichnet. 1555 erwarb Allmersbach die Markung des ehemaligen Vogtsweiler. Das Gebiet wird heute landwirtschaftlich genutzt.

### Neuzeit
Allmersbach im Tal gehörte bis 1712 zur Klosterhofmeisterei und bis 1807 zur Stiftsverwaltung des Klosters Weiler bei Esslingen. Mit der Umsetzung der neuen Verwaltungsgliederung im Königreich Württemberg wurde Allmersbach im Tal 1807 dem Oberamt Backnang zugeordnet.
Im Ersten Weltkrieg kämpften viele Männer aus Allmersbach und Heutensbach in der Württembergischen Armee. Bis Kriegsende 1918 hatten 37 Männer aus Allmersbach ihr Leben verloren. In Heutensbach beklagte man 10 Gefallene.
Bei der Kreisreform während der NS-Zeit in Württemberg gelangte Allmersbach im Tal 1938 zum Landkreis Backnang. 

### Zweiter Weltkrieg
Am 20. April 1945 näherten sich Soldaten des 397. Regiments der 100. Infanteriedivision der US-Armee Allmersbach. Am nordwestlichen Ortsausgang waren zwei Panzerabwehrkanonen, zwei leichte Feldgeschütze und eine Kampfgruppe der deutschen Wehrmacht (etwa 30 Mann) in Stellung gegangen. Diese hatten die Aufgabe, den Rückzug der deutschen Verbände zu decken. Es kam zu einem kurzen Gefecht, bei dem mehrere Soldaten getötet und einige Gebäude (ein Wohnhaus und vier Scheunen) in Brand geschossen wurden. Durch deutsches Geschützfeuer wurde zunächst ein GI getötet. US-Panzer erwiderten das Feuer und zerstörten ein deutsches Geschütz. Dabei starb der Geschützführer, Oberfeldwebel Renner, der das Geschütz alleine bediente, und der bereits verwundete Leutnant Stricker durch Kopfschuss im Bereich der Heutensbacher Straße. Beide wurden auf dem Allmersbacher Friedhof beigesetzt. Zwei weitere deutsche Soldaten, Willy Voss und Martin Schnorr, fielen im Wald südlich von Allmersbach. Sie wurden von Kameraden nach Höfen gebracht und dort beigesetzt. Heutensbach wurde am 21. April kampflos besetzt.

### Nachkriegszeit
1945 wurde der Ort Teil der Amerikanischen Besatzungszone und gehörte somit zum neu gegründeten Land Württemberg-Baden, das 1952 im jetzigen Bundesland Baden-Württemberg aufging.
Durch Flucht und Vertreibung nach dem Zweiten Weltkrieg nahm die Einwohnerzahl Allmersbachs stetig zu, während die Landwirtschaft ihre einstige Bedeutung verlor. Daher war es der Gemeinde möglich, einige Neubaugebiete auszuweisen. So entstanden die neuen Wohnquartiere Staigäcker, Wacholder, Reutle, Äuleswiesen und Bergäcker.
Am 1. Januar 1972 wurde Heutensbach nach Allmersbach im Tal eingemeindet. Im Vorfeld gab es teilweise erhebliche Proteste, da ein Teil der Bevölkerung einen Anschluss an Weissach im Tal favorisierte.

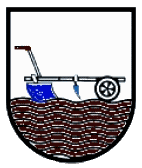
Altes Wappen von Heutensbach (1972 eingemeindet).

Durch die Kreisreform in Baden-Württemberg gelangte Allmersbach im Tal am 1. Januar 1973 zum Rems-Murr-Kreis.

### Einwohnerentwicklung
- 1808: 548[14]
- 1886: 619 Einwohner (38 sonstiger Konfession)[15]
- 1896: 636 Einwohner (613 Evangelische, 3 Katholiken, 20 sonstiger Konfession)[16]

## Politik

### Schultheißen und Bürgermeister
Die Schultheißen waren zumeist wohlhabende und angesehene Landwirte, die man umgangssprachlich auch Bauraschultes (Bauernschultes) nannte. Erst 1930 wurde in Württemberg die Amtsbezeichnung Schultheiß durch Bürgermeister ersetzt. 
Liste der Schultheißen und Bürgermeister (unvollständig; Amtszeiten oft unklar):
- 1808: Peter Kurz[14]
- 1896: Ackermann[16]
- 1908: Georg Schumacher[17]
- 1945: Hermann Keller[18]
- 1945: Wilhelm Kleinknecht[18]
- 1971–1975: Wilhelm Schadt
- 1975–1999: Rüdiger Kieninger
- 1999–2021: Ralf Wörner
- seit 2021: Patrizia Rall (Freie Wähler)

### Gemeinderat
Der Gemeinderat in Allmersbach im Tal hat 14 Mitglieder. Der Gemeinderat besteht aus den gewählten ehrenamtlichen Gemeinderäten und dem Bürgermeister als Vorsitzendem. Der Bürgermeister ist im Gemeinderat stimmberechtigt. Die Kommunalwahl am 9. Juni 2024 führte zu folgendem Endergebnis:
| Parteien und Wählergemeinschaften | Parteien und Wählergemeinschaften  | % 2024 | Sitze 2024 | % 2019 | Sitze 2019 | Kommunalwahl 2024 %6050403020100 58,8 %41,2 % UWVNLAHGewinne/Verlusteim Vergleich zu 2019 %p 6 4 2 0 −2 −4 −6+5,6 %p−5,6 %pUWVNLAH |
| UWV                               | Unabhängige Wählervereinigung      | 58,8   | 8          | 53,2   | 7          | Kommunalwahl 2024 %6050403020100 58,8 %41,2 % UWVNLAHGewinne/Verlusteim Vergleich zu 2019 %p 6 4 2 0 −2 −4 −6+5,6 %p−5,6 %pUWVNLAH |
| NLAH                              | Neue Liste Allmersbach/Heutensbach | 41,2   | 6          | 46,8   | 7          | Kommunalwahl 2024 %6050403020100 58,8 %41,2 % UWVNLAHGewinne/Verlusteim Vergleich zu 2019 %p 6 4 2 0 −2 −4 −6+5,6 %p−5,6 %pUWVNLAH |
| gesamt                            | gesamt                             | 100,0  | 14         | 100,0  | 14         | Kommunalwahl 2024 %6050403020100 58,8 %41,2 % UWVNLAHGewinne/Verlusteim Vergleich zu 2019 %p 6 4 2 0 −2 −4 −6+5,6 %p−5,6 %pUWVNLAH |
| Wahlbeteiligung                   | Wahlbeteiligung                    | 64,0 % | 64,0 %     | 60,6 % | 60,6 %     | Kommunalwahl 2024 %6050403020100 58,8 %41,2 % UWVNLAHGewinne/Verlusteim Vergleich zu 2019 %p 6 4 2 0 −2 −4 −6+5,6 %p−5,6 %pUWVNLAH |

### Wappen und Flagge
|  |  |

| | Blasonierung: „In Silber eine aufgerichtete rote Armbrust mit linkshin weisendem Abzugsbügel.“ |
| Wappenbegründung: Schon für das Jahr 1686 ist die Armbrust als Markstein- und Fleckenzeichen von Allmersbach nachgewiesen. Es ist jedoch nicht bekannt, aus welchem Grunde die Gemeinde dieses Schießgerät zu ihrem Ortszeichen und schließlich zu ihrer Wappenfigur gemacht hat. Vielleicht besteht ein Zusammenhang mit der Jagd in den umliegenden Wäldern. Als Wappenfarben wählte die Gemeinde die der schon früh im Ort begütert gewesenen älteren Grafen von Löwenstein, die einen roten Löwen im silbernen Schild führten. Das Wappen und die rot-weiß gestreifte, mit dem nach oben versetzten Wappen belegte Flagge wurden von Innenminister Baden-Württembergs am 16. September 1965 verliehen. |                                                                                                |

## Kirchen

### Evangelische Dorfkirche St. Anna
Die kleine alte Dorfkirche befindet sich in der Mitte des Dorfes. Sie ist der Hl. Anna, der Mutter Mariens geweiht. Sie hat einen gotischen Chor mit Strebepfeilern und spitzbogigen Fenstern. Das Kirchenschiff stammt aus dem Jahr 1754, auf seinem Westgiebel sitzt ein kleiner Glockenturm aus Fachwerk. Früher befand sich auf der Rasenfläche neben der Kirche der Friedhof des Dorfes. Nach der Fertigstellung des modernen evangelischen Gemeindezentrums im Jahr 1973 wurde die alte Dorfkirche von der Gemeinde Allmersbach im Tal erworben. Heute wird sie noch zu besonderen Anlässen wie Hochzeiten und Trauerfeiern genutzt.

### Evangelisches Gemeindezentrum

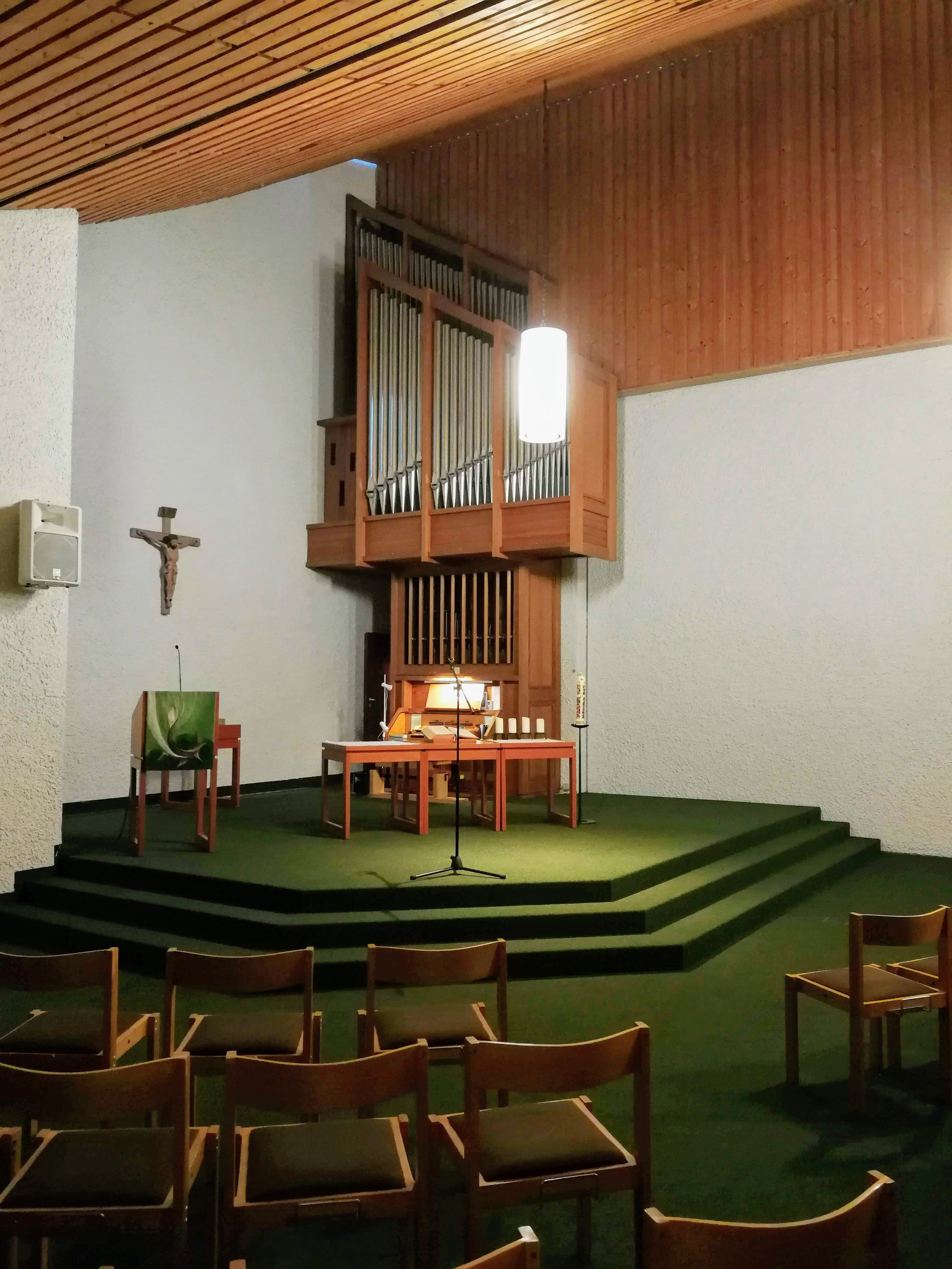
Evangelisches Gemeindezentrum in Allmersbach im Tal. Im Hintergrund die Orgel von Tzschöckel

Das moderne evangelische Gemeindezentrum befindet sich in der Heutensbacher Straße. Der hohe Glockenturm ist freistehend wie ein Campanile ausgeführt und hat die Form einer trigonalen Pyramide. Darunter liegt die moderne Kirche und das evangelische Pfarramt. Das Gemeindezentrum verfügt über eine Orgel von Tzschöckel.

### Mennoniten
Die evangelische Freikirche der Mennoniten verfügt über ein schlichtes Bethaus im Ortsteil Heutensbach, Rudersberger Straße 36.

### Katholisches Gemeindezentrum St. Martin
Durch Flucht und Vertreibung nach dem Zweiten Weltkrieg kamen erstmals nach der Reformation wieder Katholiken in nennenswerter Zahl nach Allmersbach im Tal. Das moderne katholische Gemeindezentrum ist dem Hl. Martin von Tours geweiht und befindet sich direkt neben dem evangelischen Gemeindezentrum. Das Grundstück war 1969 von dem Backnanger Stadtpfarrer Egon Saupp erworben worden. Sie konnte am Martinstag, dem 11. November 1973 von Weihbischof Georg Moser geweiht werden.

### Neuapostolische Kirche
In dem Gebäude Wunnensteinstraße 7 befand sich das Gemeindezentrum der Neuapostolische Kirche. Es wurde im November 2011 im Rahmen einer Umstrukturierung geschlossen. Neuapostolische Christen besuchen seitdem die Kirche in Auenwald-Lippoldsweiler.

### Evangelische Freikirche Gemeinde Gottes
Die Ortsgemeinde der Gemeinde Gottes in Deutschland KdöR in Allmersbach im Tal, Kurzform „GeGo Allmersbach“, entstand kurz nach dem Zweiten Weltkrieg. Am 4. September 1966 wurde das erste Gemeindehaus im Auerhahnweg 7 eingeweiht. Im Jahr 2001 wurde das neue Gemeindezentrum im Hofäcker 15 eingeweiht.

## Wirtschaft und Infrastruktur

### Ansässige Firmen
- Harro Höfliger Verpackungsmaschinen GmbH

### Antennenmessplatz
In Allmersbach im Tal betreibt die Firma Ericsson (von 1903 bis 1954 Telefunken, 1955 bis 1982 AEG, 1983 bis 1995 ANT Nachrichtentechnik, 1996 bis 1999 Bosch Telecom, 2000 bis 2006 Marconi Corporation plc) einen Antennenmessplatz. Es existieren drei Antennenträger bei 48° 54′ 45″ N, 9° 27′ 49″ O, bei 48° 54′ 36″ N, 9° 27′ 32″ O und bei 48° 54′ 51″ N, 9° 27′ 41″ O.

## Bilder aus Allmersbach im Tal

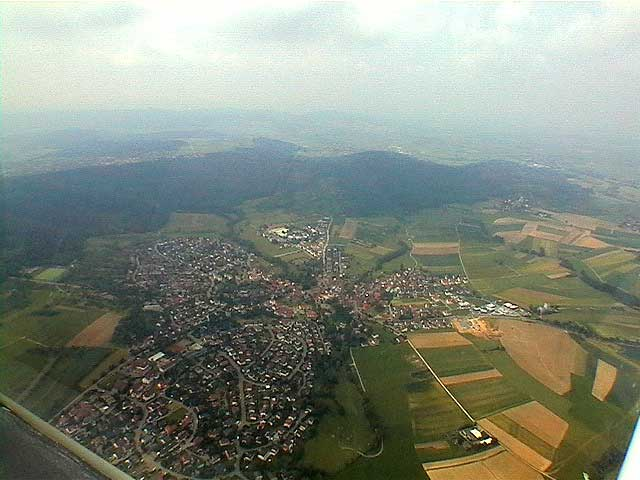
Luftaufnahme von Allmersbach
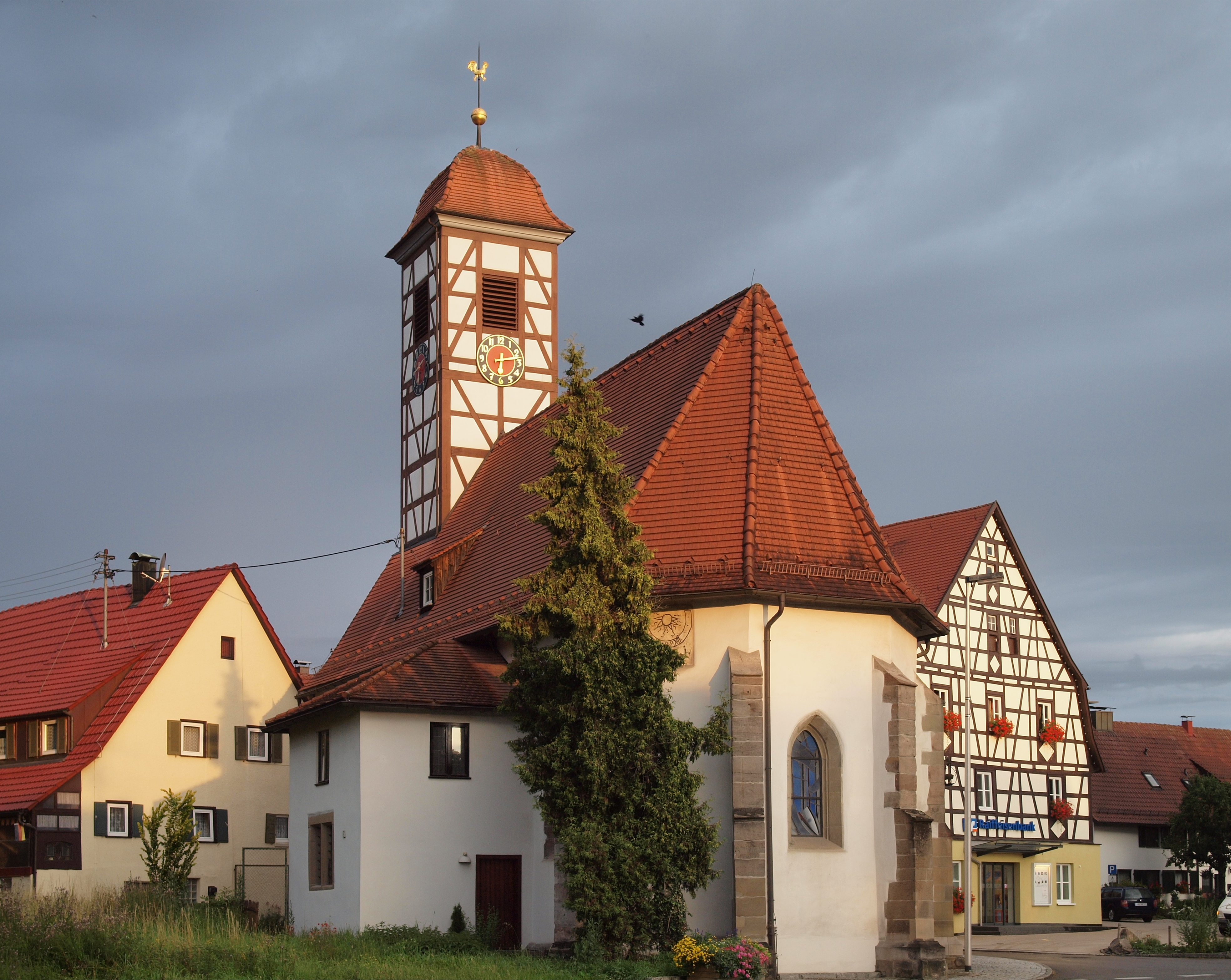
Alte Dorfkirche St. Anna in der Ortsmitte
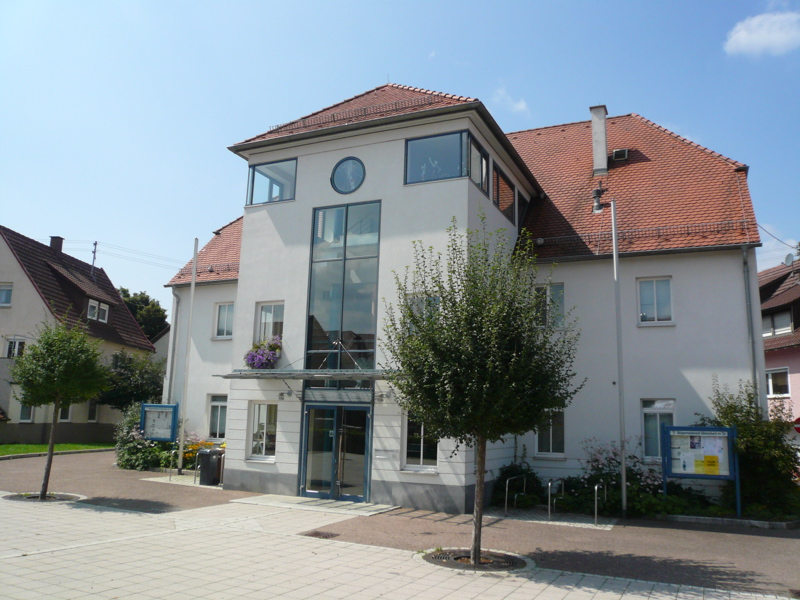
Rathaus
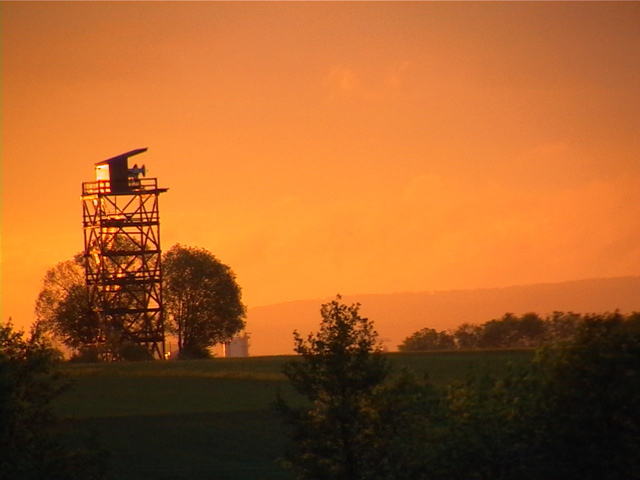
Antennenmessplatz
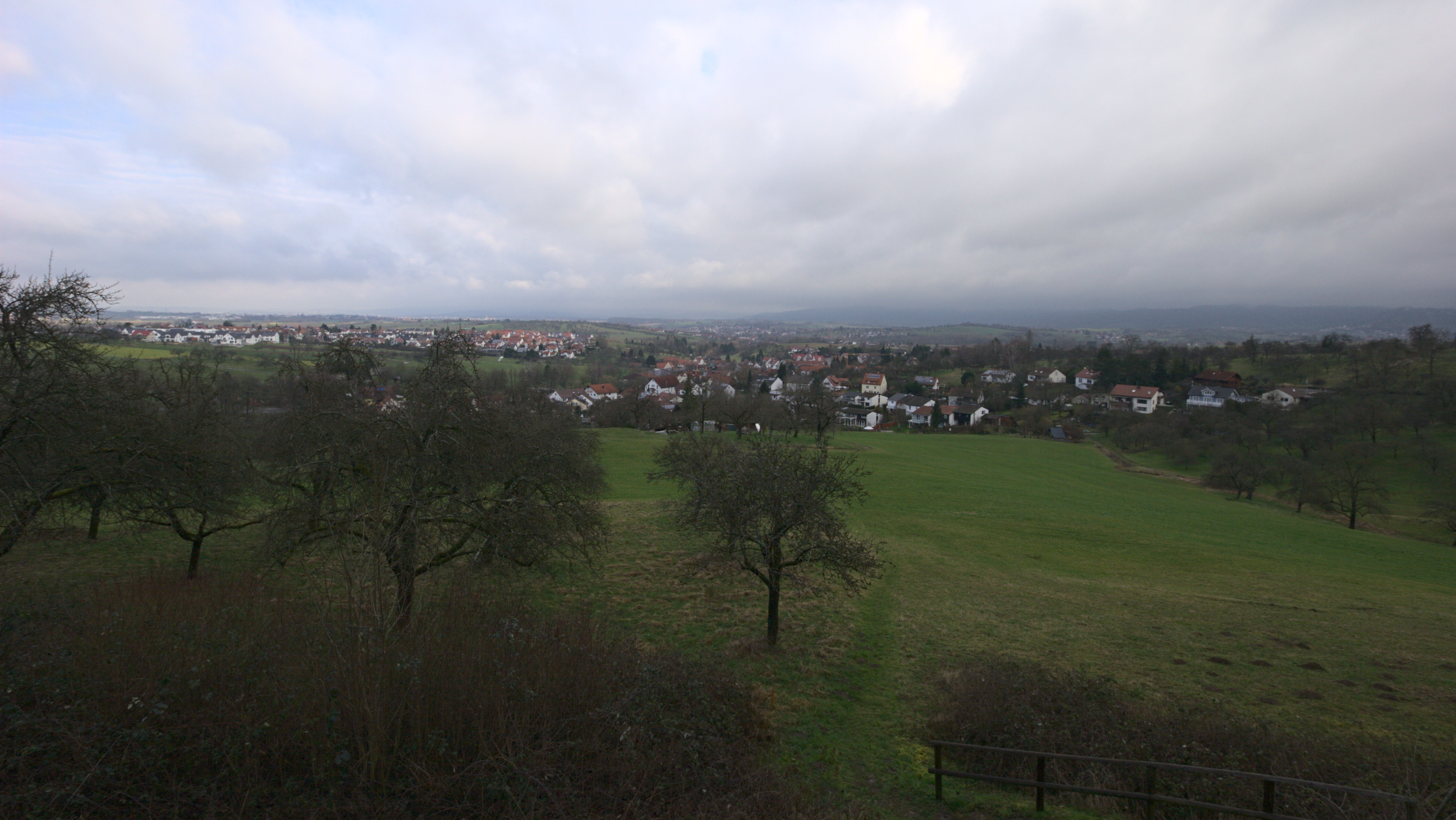
Streuobstwiesen bei Allmersbach

## Persönlichkeiten

### Ehrenbürger
- Jonathan Carl Hauff (1836–1915), evangelischer Pfarrer im Ort von 1870 bis 1905.

### Söhne und Töchter der Gemeinde
- Rudolf Schlehner (1856–1902), württembergischer Oberamtmann
- Emelie Petz (* 2003), ehemalige Turnerin

### Mit der Gemeinde verbundene Personen
- Alfred Goetze (1880–1960), evangelischer Pfarrer, Mitglied der Bekennenden Kirche, Opfer des NS-Regimes
- Reinhart Tzschöckel (1939–2003), Orgelbauer
- Erik Flügge (* 1986), Unternehmer und Bestsellerautor, wuchs in Allmersbach auf
- Arik Braun (* 1988), Schachspieler
- Kai Wieland (* 1989), Autor, wuchs in Allmersbach auf[27]